# Bill Dubuque
Bill Dubuque é um roteirista americano. Escreveu filmes como The Accountant, A Family Man e The Judge, e criou a série de televisão Ozark para a Netflix. Ele também está escrevendo o roteiro do filme do super-herói Asa Noturna da DC Comics.